# Pierre Hugon
Pour les articles homonymes, voir Hugon.
Pierre Hugon, né le 28 août 1851 à Clavières (Cantal) et mort le 26 novembre 1933 à Saint-Flour (Cantal),  est un homme politique français.

## Biographie
Médecin, maire de Ruynes-en-Margeride (1912-1929), il est conseiller général du canton de Ruynes-en-Margeride de 1889 à 1933 et président du Conseil général (1928-1933). Il est député du Cantal, de 1898 à 1910 et de 1914 à 1919, siégeant sur les bancs radicaux. 